# 30 (číslo)
Třicet ( třicet) je přirozené číslo. Následuje po číslu dvacet devět a předchází číslu třicet jedna. Řadová číslovka je třicátý. Římskými číslicemi se zapisuje XXX. Tutéž číselnou hodnotu má i hebrejské písmeno lamed.

## Matematika
Třicet je
- pyramidové číslo
- abundantní číslo
- počet hran dvacetistěnu a dvanáctistěnu
- fibonoriál 5

## Chemie
- 30 je atomové číslo zinku

## Kultura
- Třicet panen a Pythagoras – český film
- Třicet případů majora Zemana – český televizní seriál
- 30 Seconds to Mars – kalifornská hudební skupina
- počet skladeb v albu The Beatles stejnojmenné hudební skupiny

## Ostatní
- počet dnů v dubnu, červnu, září a listopadu
- minimální věk senátorů USA
- 30 let manželství je perlová svatba
- doba trvání třicetileté války v letech 1618–1648
- číslo, které v tenise reprezentuje druhý bod
- +30 je mezinárodní telefonní předvolba Řecka

## Výrobky s 30 v názvu
- Hyundai i30
- Volvo C30

## Roky
- 30
- 30 př. n. l.
- 1930